# Vereniging van Rijst Exporteurs
De Vereniging van Rijst Exporteurs (VRE) is een Surinaamse coöperatieve belangenorganisatie.
De VRE werd rond 1960 opgericht als coöperatie van erkende rijstexporteurs, nadat hier overeenstemming over was bereikt door het ministerie van Economische Zaken. De vereniging werd opgericht vooruitlopend op de wijziging van het Rijstbesluit 1960 (G.B. nr. 161). Hiermee koos het ministerie ervoor om geen individuele rijstexporteurs aan te wijzen, maar de verantwoordelijkheid van de rijstexport bij een enkele exportorganisatie te leggen.
In 1986, ten tijde van het militair regime in Suriname, werd een nieuwe organisatie opgericht, Surexco NV, waarin de VRE, de regering en de rijstboeren elk 30 procent van de aandelen kregen en de overige 10 procent naar de rijstfabrikanten en overige exporteurs ging. Het doel van dit exportbedrijf was om te voorkomen dat de deviezen die met de rijstexport het land binnenkwamen niet in de schatkist terecht zouden komen. Deze constructie voorkwam echter niet dat zich mensen rond Surexco verrijkten.
Sinds 1 augustus 2015 is de rijstmagnaat Imro Manglie de voorzitter van de VRE. Naast deze vereniging bevinden zich in de Surinaamse rijstsector verder nog de belangenverenigingen Vereniging van Padie Producenten, de Surinaamse Padie Boeren Associatie en de Bond van Surinaamse Padieproducenten.